# Peter Scholze
Peter Scholze (Dresde, 11 de diciembre de 1987) es un matemático, investigador y profesor alemán.
Su madre es informática y su padre físico, estudió en el Heinrich Hertz Gymnasium, un instituto berlinés especializado en ciencias y matemáticas y continuó su máster en la  Universidad de Bonn. Está considerado uno de los matemáticos más relevantes del mundo, con 24 años se convirtió en el catedrático más joven de la historia de Alemania. Está casado con una matemática y tiene una hija.

## Premios
Scholze ha recibido los siguientes galardones:
- 2014, Premio de Investigación Clay[7]
- 2015, Premio Fermat[8]
- 2015, Premio Ostrowski
- 2015, Premio Cole[9]
- 2016, Premio Gottfried Wilhelm Leibniz
- 2018, Medalla Fields[10]